# Partido judicial de Mérida
El Partido Judicial de Mérida, dependiente de la Audiencia Provincial de Badajoz, es uno de los catorce partidos judiciales de la provincia de Badajoz, en la región de Extremadura (España), constituido en 1988. El partido judicial de Badajoz fue fundado en la división administrativa de 1833 con la que se creó la provincia y se la dividió judicialmente. A la localidad de Mérida, su capital, le correspondió administrar el partido número 4.

## Juzgados y tribunales
El partido judicial de Mérida cuenta con cinco Juzgados de Primera Instancia e Instrucción, servidos por Magistrados/as. En este partido, además están constituidos dos Juzgados de lo Penal, dos de lo Contencioso-Administrativo y el juzgado de lo mercantil nº 2 ; el estudio sobre estos Juzgados se incorpora en el cuaderno correspondiente a la jurisdicción penal y contencioso-administrativa de la provincia.

## Municipios
- Alange
- Aljucén
- Calamonte
- Carmonita
- El Carrascalejo
- Don Álvaro
- Esparragalejo
- Mérida
- Mirandilla
- Oliva de Mérida
- San Pedro de Mérida
- Torremejía
- Trujillanos
- Valverde de Mérida
- Villagonzalo
- La Zarza

Todas forman parte de la Comarca emeritense en Tierra de Mérida - Vegas Bajas, salvo Torremejía que pertenece a la comarca de Tierra de Barros.